# Les Issards
 Les Issards  es una población y comuna francesa, situada en la región de Mediodía-Pirineos, departamento de Ariège, en el distrito de Pamiers y cantón de Pamiers-Est.

## Demografía
| 153 | 152 | 144 | 147 | 186 | 189 |
| Para los censos de 1962 a 1999 la población legal corresponde a la población sin duplicidades (Fuente: INSEE [Consultar]) |     |     |     |     |     |